# Jack McVicar
John Richard McVicar, dit Jack McVicar, (né le 4 juin 1904 à Renfrew, dans la province de l'Ontario au Canada - mort le 20 février 1952 à Grimsby en Ontario) était un joueur professionnel canadien de hockey sur glace. Il évoluait au poste de défenseur,.

## Carrière de joueur
En 1926, il a commencé sa carrière professionnelle avec les Eagles de New Haven dans la CAHL. Il a évolué dans la Ligue nationale de hockey avec les Maroons de Montréal. Il met un terme à sa carrière en 1934 après une dernière saison avec les Reds de Providence.

## Statistiques
| Saison     | Équipe               | Ligue      |    | Saison régulière | Saison régulière | Saison régulière | Saison régulière | Saison régulière |   | Séries éliminatoires | Séries éliminatoires | Séries éliminatoires | Séries éliminatoires | Séries éliminatoires |
| Saison     | Équipe               | Ligue      | PJ | B                | A                | Pts              | Pun              | PJ               | B | A                    | Pts                  | Pun                  |                      |                      |
| 1926-1927  | Cardinals de Chicago | AHA        | 6  | 0                | 0                | 0                | 2                |                  |   |                      |                      |                      |                      |                      |
| 1926-1927  | Castors de Québec    | Can-Am     | 23 | 2                | 4                | 6                | 58               |                  |   |                      |                      |                      |                      |                      |
| 1927-1928  | Castors de Québec    | Can-Am     | 39 | 5                | 4                | 9                | 42               |                  |   |                      |                      |                      |                      |                      |
| 1928-1929  | Bulldogs de Newark   | Can-Am     | 39 | 4                | 2                | 6                | 50               |                  |   |                      |                      |                      |                      |                      |
| 1929-1930  | Reds de Providence   | Can-Am     | 34 | 8                | 7                | 15               | 91               |                  |   |                      |                      |                      |                      |                      |
| 1930-1931  | Maroons de Montréal  | LNH        | 40 | 2                | 4                | 6                | 35               | 2                | 0 | 0                    | 0                    | 2                    |                      |                      |
| 1931-1932  | Maroons de Montréal  | LNH        | 48 | 0                | 0                | 0                | 28               | 4                | 0 | 0                    | 0                    | 0                    |                      |                      |
| 1932-1933  | Reds de Providence   | Can-Am     | 36 | 7                | 4                | 11               | 64               |                  |   |                      |                      |                      |                      |                      |
| 1933-1934  | Reds de Providence   | Can-Am     | 0  | 3                | 3                | 6                | 24               |                  |   |                      |                      |                      |                      |                      |
| Totaux LNH | Totaux LNH           | Totaux LNH | 88 | 2                | 4                | 6                | 63               | 6                | 0 | 0                    | 0                    | 2                    |                      |                      |